# 창호초등학교 (강원)
창호초등학교는 대한민국 강원특별자치도 동해시에 있는 초등학교다.

## 학교 연혁
- 1963.02.10 창호국민학교 설립 인가
- 1963.11.11 개교(1,2학년 16학급)
- 1968.03.01 46학급 편성 (재적생 최대 학년도)
- 1996.03.01 창호초등학교로 명칭 변경
- 2002.04.01 마루 교체 및 천정 공사
- 2002.05.04 전국 소년 체전 대통령 문광부 정구 준우승
- 2002.09.12 방송실 설치
- 2003.04.16 정구장 2면으로 중설
- 2003.04.23 운동장 전면 스탠드 공사, 조례대 음수대 배수로 포장공사, 서편옹벽휀스
- 2003.05.02 유치원 놀이기구
- 2003.10.10 체육공원 설치
- 2004.05.17 교사 외부 도색 공사
- 2005.03.02 급식·환경 시범학교(교육청)
- 2005.08.01 교실 출입문 및 창호 교체
- 2005.08.10 건물내부도색공사
- 2005.10.29 강원도 교육감기 정구 준우승
- 2005.12.05 다목적실 보수
- 2006.10.20 교사 전면 및 운동장 서쪽 석축 완공
- 2006.11.20 도서관 개관
- 2010.03.01 제20대 문병주 교장선생님 취임
- 2011.02.10 제44회 졸업식(총 졸업생수: 9157명)
- 2011.02.28 병설유치원 폐원
- 2011.03.01 7(1)학급 편성
- 2012.02.09 제45회 졸업식(총 졸업생수: 9176명)
- 2012.03.02 제21대 장성남 교장선생님 취임
- 2012.03.02 6학급 편성
- 2013.02.15 제46회 졸업식(총 졸업생수: 9184명)
- 2013.06.01 제22대 최오길 교장선생님 취임